# ウィーヴ
株式会社ウィーヴ（英: We've Inc.）は、アニメの企画・製作や関連書籍の出版、キャラクター商品のライセンス管理などを行っていた企業。本社は東京都渋谷区に所在。
1988年の創業時の社名はイオン（AEON）。同名の大手小売事業者や英会話学校と混同されることから2002年にウィーヴへ変更。

## 概要
主にテレビアニメーションの企画・制作、知的所有権等の取得、海外出版著作物の翻訳・編集、広告代理業などを行っており、一社で企画・制作、広告代理店、版権管理の三つの形態を併せ持ち「三位一体」での番組プロデュースを行っている点に特徴がある。特に2003年にセサミストリートのマスターライセンスを獲得したことによる、キャラクターグッズの商品化及びプロモーション事業を行うなど商標権管理にも力を入れている。2000年代以降はサンリオのキャラクターマイメロディのスピンオフアニメである同社企画の『おねがいマイメロディ』シリーズが、平均視聴率約4％という高視聴率をあげており、シリーズ化されるなど好調である。
テレビ愛知制作テレビ東京系番組の企画や、タカラトミー（旧・タカラ）と関係が深い。タカラトミー自体は版権物の商品化には無頓着なこともしばしばで、ウィーヴが企画するアニメーション番組のスポンサー、商品開発を行っていることが多い。2006年1月からは漫画や既存のキャラクターを用いることなく、同社が一から企画した完全オリジナルアニメ『ワンワンセレプー それゆけ!徹之進』が放送。『おねがいマイメロディ』を上回る高視聴率をマークし、企画力の強さも実証された。ただし、商品化などの版権管理が不調なため4クールで放送終了した。
『おねがいマイメロディ』が好調だった2006年にはソニー・マガジンズ（現・エムオン・エンタテインメント）の書籍出版部門を買収し、ヴィレッジブックスを設立した。新会社設立後もウィーヴは編集・発行のみを担当し営業・販売はソニー・マガジンズが代行していたが、2008年4月のヴィレッジブックス営業部設立に伴いソニー・マガジンズとの関係を解消している。2011年にはヴィレッジブックスはウィーヴ本体に合併され、ヴィレッジブックスはウィーヴの出版部門の1つとして刊行を継続している。
2008年以降、株価の低迷に伴い上場廃止基準である時価総額5億円を回復できない状況が続いたため、アント・コーポレートアドバイザリー株式会社によるマネジメント・バイアウト（MBO）を発表した。TOBの価格は1株当たり16,400円となり、前日の終値である7,900円の株価を大幅に上回る買い付け額となる。2009年5月に上場廃止となった後、2012年4月にフリューが全株式を取得し、同社の傘下となった。
2019年7月1日付でフリューへ吸収合併され、ウィーヴは解散した。板垣耕三や可知秀幸など、ウィーヴに所属していた他のプロデューサーはフリューに移籍されていた。

## 主な作品

### 企画協力作品
- スーパードールリカちゃん

### 企画作品
- 電脳冒険記ウェブダイバー
- 爆闘宣言ダイガンダー
- 超ロボット生命体トランスフォーマー マイクロン伝説
- 東京ミュウミュウ
- 冒険遊記プラスターワールド
- マーメイドメロディー ぴちぴちピッチシリーズ
- マシュマロ通信
- ビューティフル ジョー
- トランスフォーマー ギャラクシーフォース
- おねがいマイメロディシリーズ
- ワンワンセレプー それゆけ!徹之進
- 魔弾戦記リュウケンドー（特撮）
- ロビーとケロビー
- ジュエルペットシリーズ（第6作まで、「ジュエルペット マジカルチェンジ」はトムス・エンタテインメントが担当）

### 二次ライセンス作品
- ミュータント・タートルズ（テレビ東京版）
- X-MEN（テレビ東京版）[注 1]
- セサミストリート
- ビーストウォーズ 超生命体トランスフォーマー
- ビーストウォーズメタルス 超生命体トランスフォーマー
- 超生命体トランスフォーマー ビーストウォーズリターンズ
- トランスフォーマー スーパーリンク
- トランスフォーマー ギャラクシーフォース
- マイリトルポニー〜トモダチは魔法〜（シーズン1〜2のみ）[注 2]

## 備考
- テレビ東京系の夕方アニメ枠『アニメ530』放映作品の相次ぐ不振が目立ち、各スポンサーが成功を挙げている同放送枠に目をつけた事により、この枠をめぐる版権会社各社の争奪戦が激化して放映権料が高騰した。その結果、「徹之進」関連の版権収入が不調だった事もあり、ウィーヴは止む無く同枠を手放すこととなった。